# Ricaurte, Nariño
Ricaurte là một khu tự quản thuộc tỉnh Nariño, Colombia. Thủ phủ của khu tự quản Ricaurte đóng tại Ricaurte Khu tự quản Ricaurte có diện tích 1211 ki lô mét vuông. Đến thời điểm ngày 28 tháng 5 năm 2005, khu tự quản Ricaurte có dân số 10477 người.